# Portlandia coccinea
Portlandia coccinea är en måreväxtart som beskrevs av Olof Swartz. Portlandia coccinea ingår i släktet Portlandia och familjen måreväxter. Inga underarter finns listade i Catalogue of Life.